# 多鄰國
多鄰國（/ˌdjuːoʊˈlɪŋɡoʊ/ DEW-oh-LING-goh）是一家美國教育技术公司，生产学习应用程序并提供语言认证。多邻国提供43种语言的课程，从英语、法语和西班牙语等常用语言到威尔士语等不太常用的语言以及克林貢語等人造语言。除语言外，还提供音乐和数学课程。其结合了游戏化，通过积分、奖励和以间隔重复为特色的互动课程来激励用户，提倡简短的每日课程，以实现一致的分阶段练习。
該公司以免費增值模式營運：網站及應用程式皆免費使用，但也有提供付費升級版本，如Super Duolingo和Duolingo Max。此外，多邻国还在匹兹堡经营着一家墨西哥炸玉米饼餐厅Duo's Taqueria。
多邻国每月活跃用户超过1.1亿，是世界上最受欢迎的教育应用程序。超过1,000万人的多邻国连胜时间超过一年。多邻国上的学习者每周总共完成超过130亿次练习。

## 命名
多鄰國（Duolingo）的名字來自拉丁文字根，duo(兩個)和lingo(語言)；路易斯·馮·安教授希望多鄰國使用者一方面在學習一種語言時，也能反身過來協助建構多鄰國的語言課程，讓其他人也能多學習一種語言；這種模式稱為众包，它的设计理念是，当用户逐渐学习课程时，同时也在帮助翻译网站上的内容或文件。

## 歷史
多鄰國起源於2009年，美国匹兹堡卡内基梅隆大学的路易斯·馮·安教授（reCAPTCHA计划的发起人）和他的研究生塞韋林·哈克发起，并主要是以Python写成。
多鄰國早期由路易斯·馮·安教授所获的麦克阿瑟奖金和美国国家科学基金会赞助，随后的资金来自Union Square Ventures公司以及演员艾希顿·库奇的A-Grade Investments公司的投资。
多邻国在2011年11月30日发布了封测版本，其試用者候補名單甚至累積到超过300,000用户。
2012年6月19日，多鄰國向公众开放。2012年11月23日，多邻国在苹果App Store发布了iOS应用。这款应用程式提供免费下载，并兼容大部分iPhone、iPod touch和iPad设备。2013年，多邻国被苹果选为iPhone年度APP，这也是教育類App首次獲得此一榮譽。
2013年5月29日，多邻国发布了安卓app，发布前三周就被下载超过一百万次，很快成为Google Play商店下载量第一的教育类app。截至2013年5月，多邻国有27名雇员，办公地点位于匹兹堡旁边的Shadyside，并且在卡内基梅隆大学旁。
2021年7月28日，多邻国在纳斯达克挂牌上市，股票代码为“DUOL”。
2025年4月29日，公司宣布AI優先（AI First）政策，全面運用AI來製作課程，並以AI取代約聘員工。

## 商业模式
多邻国平台的核心服務都是免費的。對手機用戶端來說，使用者只會在完成一個單元的學習後才會看到一次廣告，相比整個使用時間來說相當有限。使用多鄰國平台的學生無需支付服務費。然而，多鄰國也有少數需要收費的應用程式內購買服務。
2014年7月，多鄰國開設了語言認證服務。2023 年 3 月，多邻国在其博客中正式宣布了计划中的Duolingo Max，这是Super Duolingo 之上的一个订阅级别。

### 众包翻译
多鄰國最初採取众包的模式盈利：在这种模式中，会员们会被邀请来参与文本翻译和给翻译投票。这些文本来自一些组织，多邻国为他们翻译文本来获得收益。要翻译的文本会通过一个申请过的上传账号添加到多邻国上。
2013年10月14日， 多邻国宣布与CNN和BuzzFeed达成协议，为这两家公司的国际网页翻译文章。

## 通过中文教授的語言
截至2025年4月23日，有23门课程向公众开放（依學生人數排列）：
- 英語
- 日語
- 中文（粤语）
- 韩語
- 法語
- 西班牙語
- 意大利語
- 德語
- 葡萄牙語

## 教学模式
與其他教學平台相比，多邻国提供大量的聽寫、單字記憶及口說練習，但文法單元則較為鬆散。在學習一種語言時，玩家需要攀爬一條游戏化的技能树，每一個技能樹分為許多等級，約在50至150級，每一級又分為許多技能，用户可以在上面逐渐向上攀升。使用者在学习语言的过程中会获得「積分」。每一條技能樹約包含2,000至4000单词。
多邻国采取的是数据导向式教学方式。 在学习的每个过程中，系统会分析用户会纠结于哪些问题，以及会犯哪些错误。然后系统会统计这些数据，并且从中获得改进。
公司委托了一个外部研究，来检验多邻国的数据导向式方法的效果。纽约城市大学和南卡罗来纳大学的教授进行了这项研究，研究估计多邻国上34小时的学习对于读写能力的提高，或许可以达到美国大学第一学期入门课程的效果，后者所花的时间为130+小时。这项研究并没有涉及口头表达的能力。研究发现大部分学生在学习少于2个小时的时候就退出了，而达到相似的学习量则需要花费如师通（一款语言学习软件）的用户55到60小时的时间。研究并未将多邻国与其他免费或收费更低的课程相比,比如BBC,Book2,或者Before You Know It。

## 级别与用户体验
在项目中，根据学习此门语言的程度，学习者们被分到特定的级别。用户的级别由一个奖章图案中的数字显示，奖章上还绘有该门语言所属国家的国旗图案。任何用户的所学习的所有语言对应的级别都公开显示在他们的用户名旁。为了升级，学习者可以通过学习课程来获得足够的积分，或者，也可以通过翻译真正的文件，来获取一种按字数计分的积分（这种积分会随着所属语言的级别提高而增加）。课程通常由14-20个问题或句子组成，一般用时4-7分钟。每完成一个课程，会获得30点经验值（XP）（部分联系课程的经验值相对较少）。如在课程之中犯下超过5处错误，则该课程以失败告终。为了升到下一级，需要达到一系列的积分值，按级计分的分值会随级别的升高而增加。每种语言至少存在25个级别。以下是升至下一级所需要积分值的部分列表：
因为多邻国的目标是让人们学会一门语言，每个单元（特别是1-9课之间）会有一个“记忆强度条”，电脑会估计用户对特定单词和结构的记忆强度，并把它显示在记忆强度条中。在特定的时间之后，强度条会消退，这时表明用户需要温习相应的课程，或是强化薄弱之处。进行“真正的翻译”，也会强化单词记忆，当用户使用“沉浸”选项来进行网上真正的文件翻译时，系统会跟踪用户遇到的所有单词。

### Crowns system
2018年4月7日，多鄰國將crowns system推廣至所有用戶，crowns system的特點包括：
- 用戶將不能再看見一個技能內的單字，這能增加用戶學習時的期待感；
- 用戶的練習難度將會愈來愈困難，不能再回頭練習簡單一點的題目，這將使用更容易地接觸一些難度較高的題目；
- 老用戶要取得5級將需要不斷重覆練習數十次，此舉能增加用戶使用多鄰國的時間，以獲得更好的學習效率；
- 詞語的強度再不會減弱，使用戶免除對詞語強度減弱的擔心；
- 「Test-out」功能被去除，此舉能同樣增加用戶使用多鄰國的時間，以獲得更好的學習效率。然而在經過各用戶的爭取後，這個功能終於在6月26日左右回來了。

### 小组件
2023年7月，多邻国推出了一项使用iOS小部件的功能。2024年3月，小部件功能也在安卓系统上推出。 小部件上有39幅由Kyle Ruane设计的插图，旨在成为每一个完成每日课程的用户以激励。在多邻国中完成的任何课程都将计入用户的每日连胜。

### 多邻国数学
多邻国数学是一门用于学习初等数学的课程。它于2022年8月27日举办的「Duocon 2022」活动上宣布。

### 多邻国音乐
据报道，2023 年 3 月，多邻国正在开发一门新的音乐课程，让用户通过其游戏化的学习体验如何识谱和演奏音乐。2023 年 10 月 11 日，多邻国在YouTube Shorts 中宣布其正式推出了多邻国音乐，这是一种新课程，通过钢琴、鼓和乐谱课程提供基本的音乐学习。截至 2024年4月，iOS 和 Android 设备上均上线了该课程。

### 多邻国英语测试(DET)
多鄰國英語測試(DET)是一项在线英语水平测试，用於衡量英语的听说读写的熟练程度。这是一项线上的考试，评分范围为 10-160，分数高于 120 被视为有一定英语水平。测试的问题通过算法根据应试者的水平进行调整。该考试结果被国际上 5,000 多个学校“接受”。

## 參看
- 语言教育
- 游戏化学习